# 河北大学
河北大学（英語：Hebei University，縮寫：HBU），肇始于1921年由法国耶稣会神甫于天津创办成立的天津工商大学。1952年8月，高等学校院系调整中，津沽大学正式解散，以津沽大学师范学院为基础，又将天津市教师学院并入，在原校址改建为天津师范学院。1958年，随着天津市改为河北省省辖市，省会由保定迁往天津，同年6月，天津师范学院扩建为天津师范大学。1960年夏，天津师范大学改为综合性的河北大学。2000年，河北省技术监督学校并入河北大学。2005年，河北省职工医学院及其附属医院并入河北大学，成为河北大学医学部和附属医院。
河北大学的法定住所为河北省保定市五四东路180号，此外同时拥有七一路校区和裕华路校区等校区。
目前，河北大学是河北省重点支持的国家一流大学建设一层次高校，是部省合建建设高校。

## 历史沿革
河北大学学缘承袭自津沽大学师范学院、河北省技术监督学校、河北省职工医学院等多条脉络。其中，校史中最显赫的一支则是津沽大学师范学院一脉，其历史最早可以追溯至1921年由法国耶稣会神甫于天津创办成立的天津工商大学，1952年天津高等学校院系调整中被解散的津沽大学师范学院与天津市教师学院合并组建的天津师范学院，日后搬迁至保定办学成为河北大学发展的主体。

### 津沽师范时期

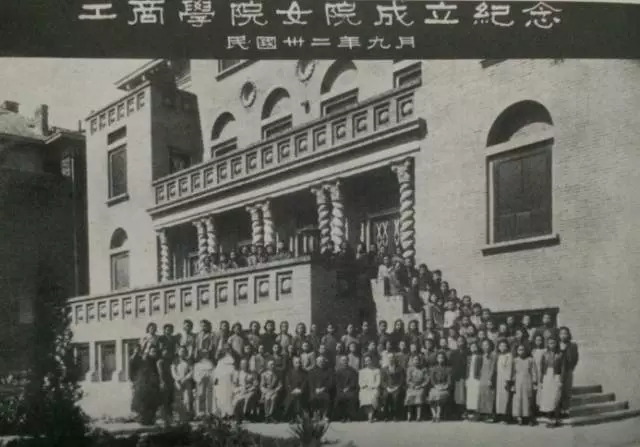
河北大学的前身，天津工商学院女子学院成立纪念

1943年9月，天津工商学院在原有工学院、商学院的基础上，新增加设立了女子学院，下设家政学系和史地学系，仅招收女生。1945年9月，女子学院改为文学院，增加中国文学系。1946年8月，文学院增设了外国语文系，同时拟设教育系，但因经费不足而未招生。1951年，文学院改建为师范学院。
1948年10月4日，国民政府教育部正式批准立案，将天津工商学院改名为“私立津沽大学”。 1951年9月19日，中央人民政府教育部发布（51）高一字1170号令批准，津沽大学改为公立并以津沽大学原有之文学院为基础，筹建师范学院。
1952年8月，高等学校院系调整中，津沽大学正式解散，原津沽大学下设的师范学院天津市教师学院合并组建天津师范学院。

### 天津师范时期
1952年8月，高校院系调整中，津沽大学工学院3系与前北洋大学合并，定名为天津大学；将津沽大学财经学院3系并入南开大学；以津沽大学师范学院为基础，又将天津市教师学院并入，在原校址改建为天津师范学院。 1958年，天津市改为河北省省辖市，省会由保定迁往天津，同年6月，河北省教育厅决定将天津师范学院扩建为天津师范大学。1959年，天津师范大学改由天津市领导，同年7月，中共河北省委确定天津师范大学为全省5所重点大学之一。

### 河北大学时期
1960年夏，河北省人民政府委员会教五字第258号通知决定，将天津师范大学改为综合性的河北大学，隶属河北省教育厅领导。
1969年10月，根据冀革（69）130号及津革（69）163号文件精神，河北大学隶属河北省管理。同年12月，河北大学陆续迁出天津。 1970年，河北大学迁址保定，仅在天津马场道74号设河北大学留守处。
2002年5月，教育部、财政部、河北省人民政府共建河北大学，河北大学成为省内唯一实施省部共建的高等院校。 

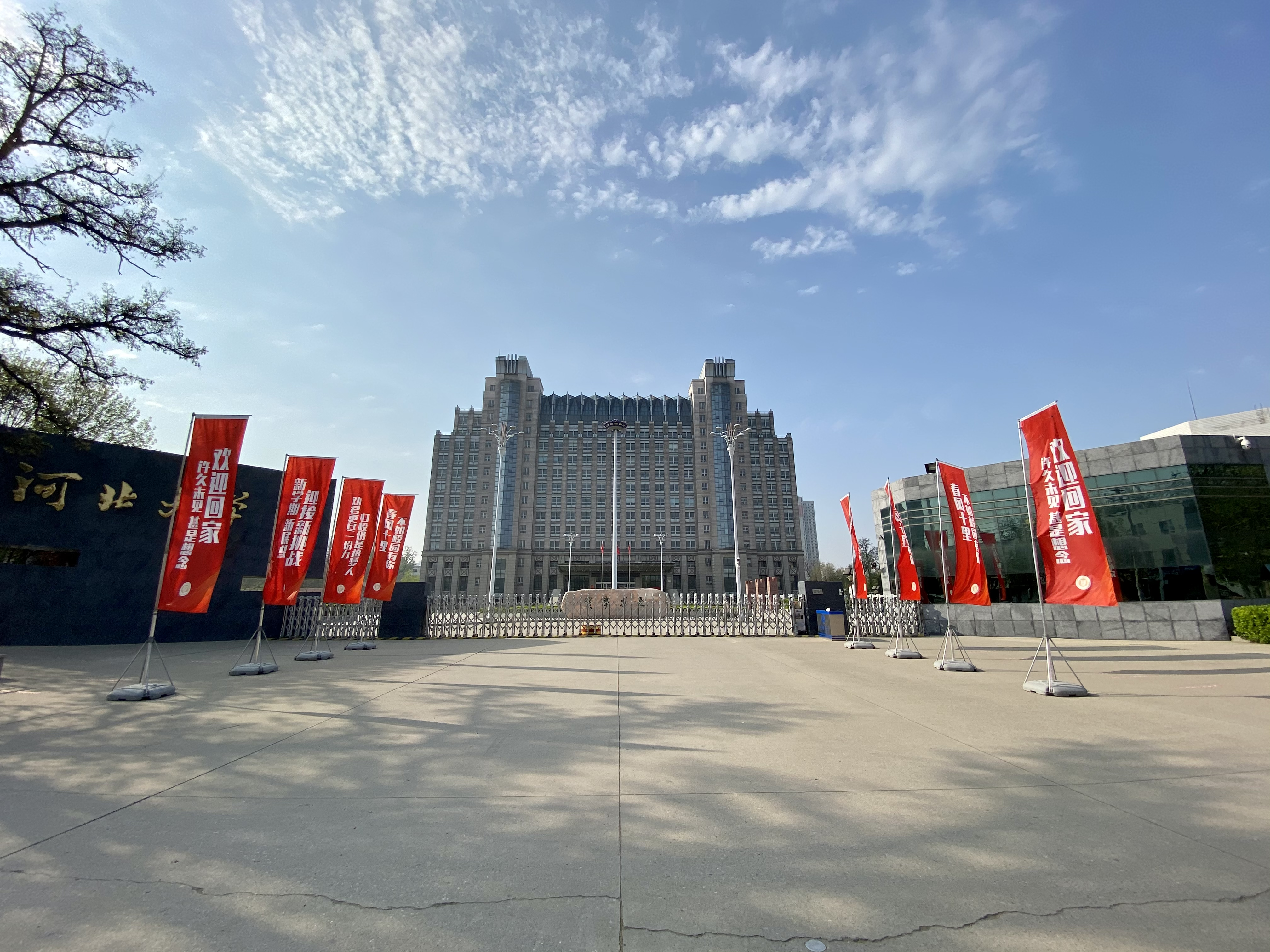
河北大学五四路校区主楼

2005年5月，河北省职工医学院及河北省职工医学院附属医院并入河北大学，改制为河北大学医学部和河北大学附属医院。11月，教育部与河北省人民政府共同签署省部共建河北大学协议。
2018年2月，河北大学再次被确定为部省合建大学之一。
2021年1月25日，经中华人民共和国教育部批准，原由河北大学管理的独立学院河北大学工商学院自2020年起停止招生、终止办学，待现有在校生全部毕业后依法依规履行撤销建制程序。
2021年3月18日，河北省精神卫生中心（河北省第六人民医院）挂牌河北大学附属第六医院、河北大学第六临床医学院、河北大学精神卫生研究院。
2021年10月18日，河北大学迎来建校一百周年校庆。

## 校园风物

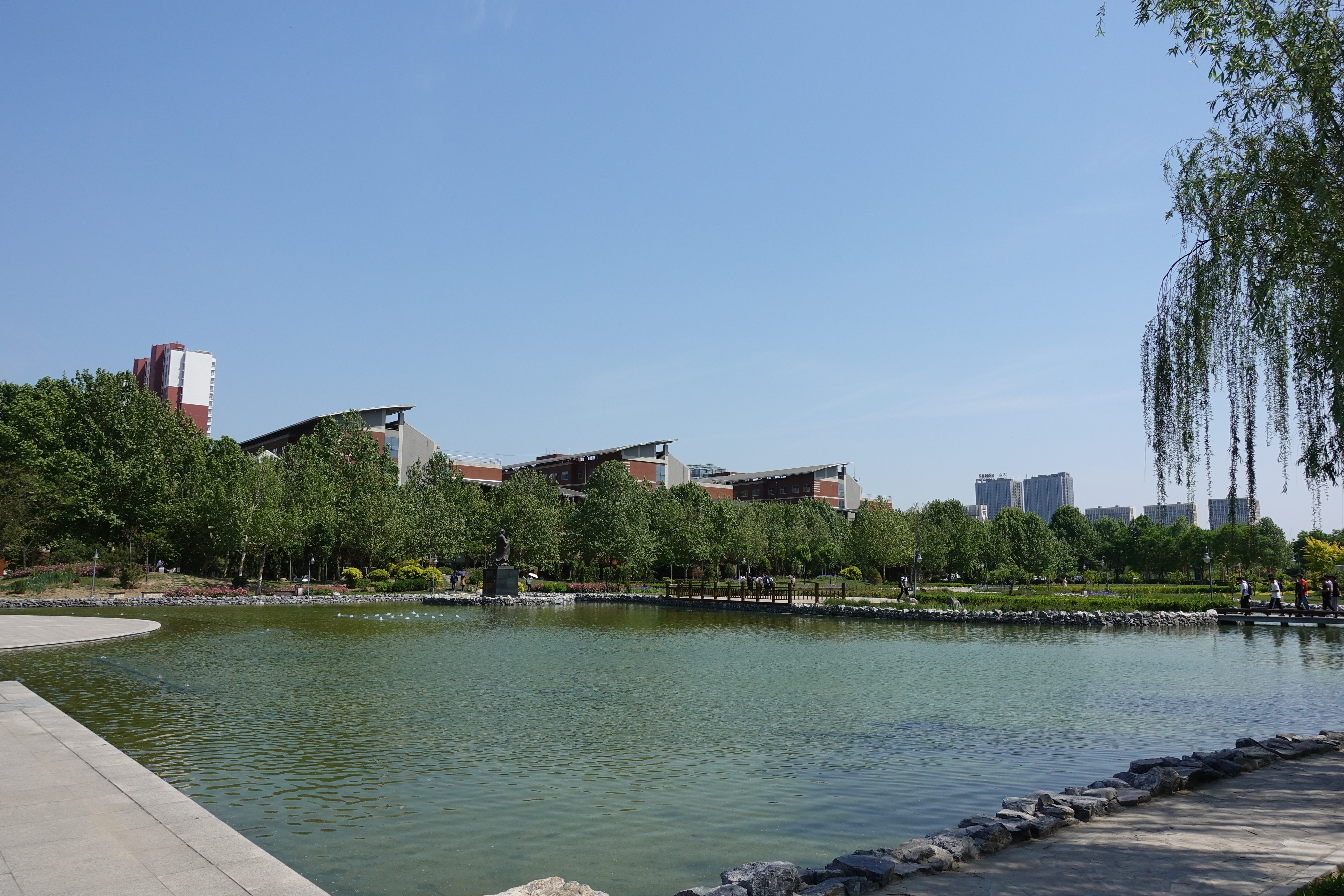
河北大学新区校园
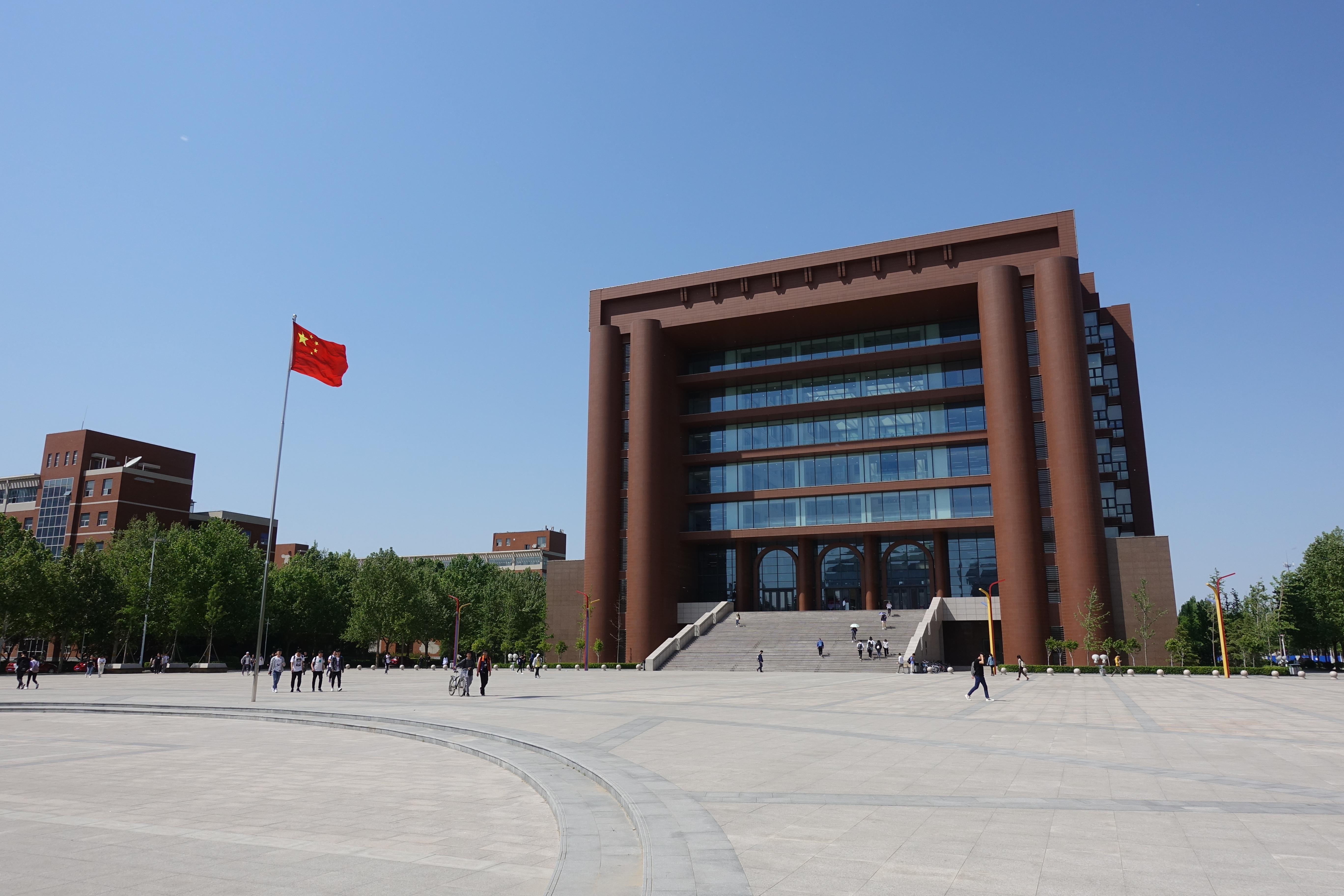
河北大学新区图书馆
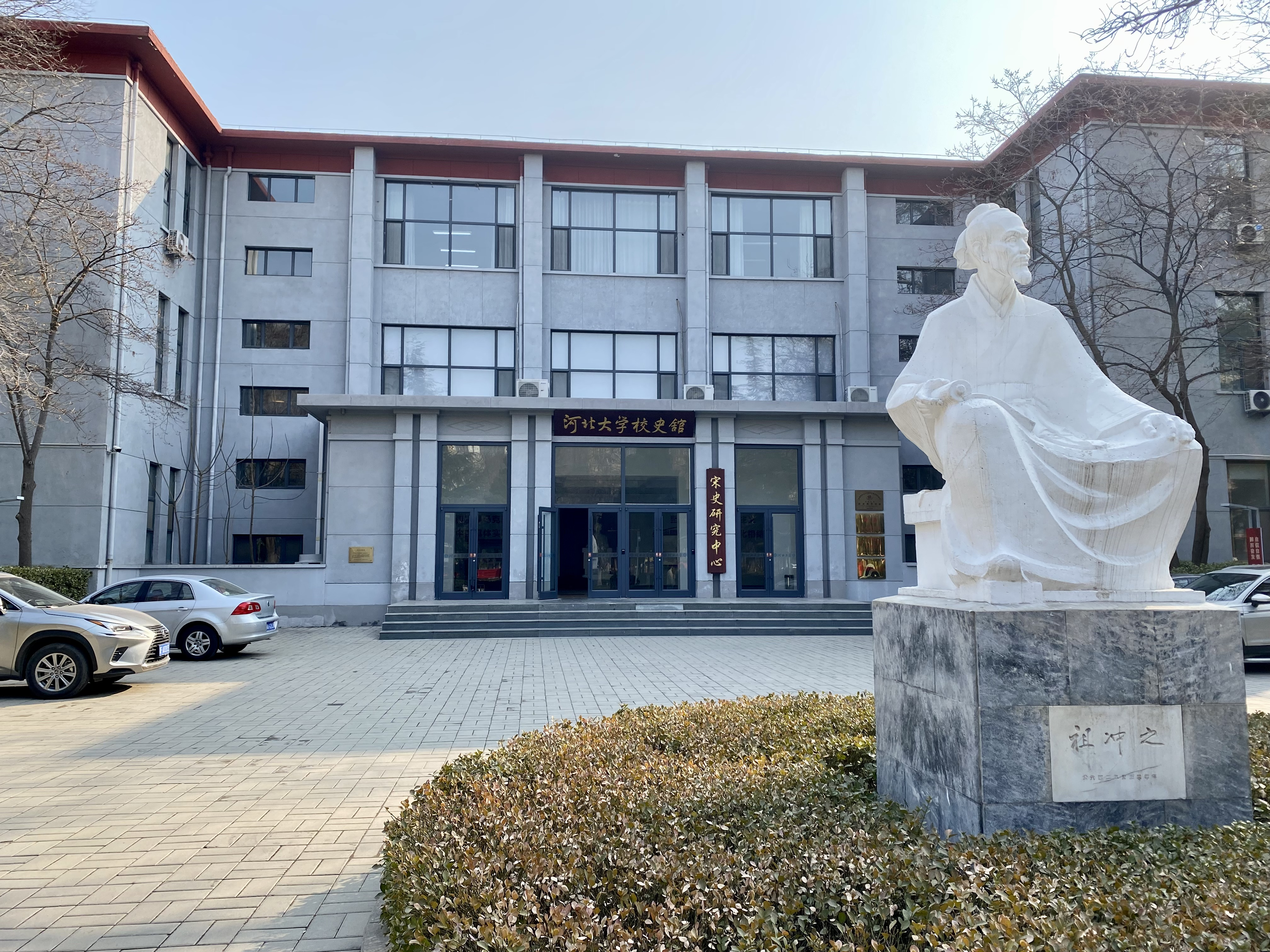
河北大学校史馆
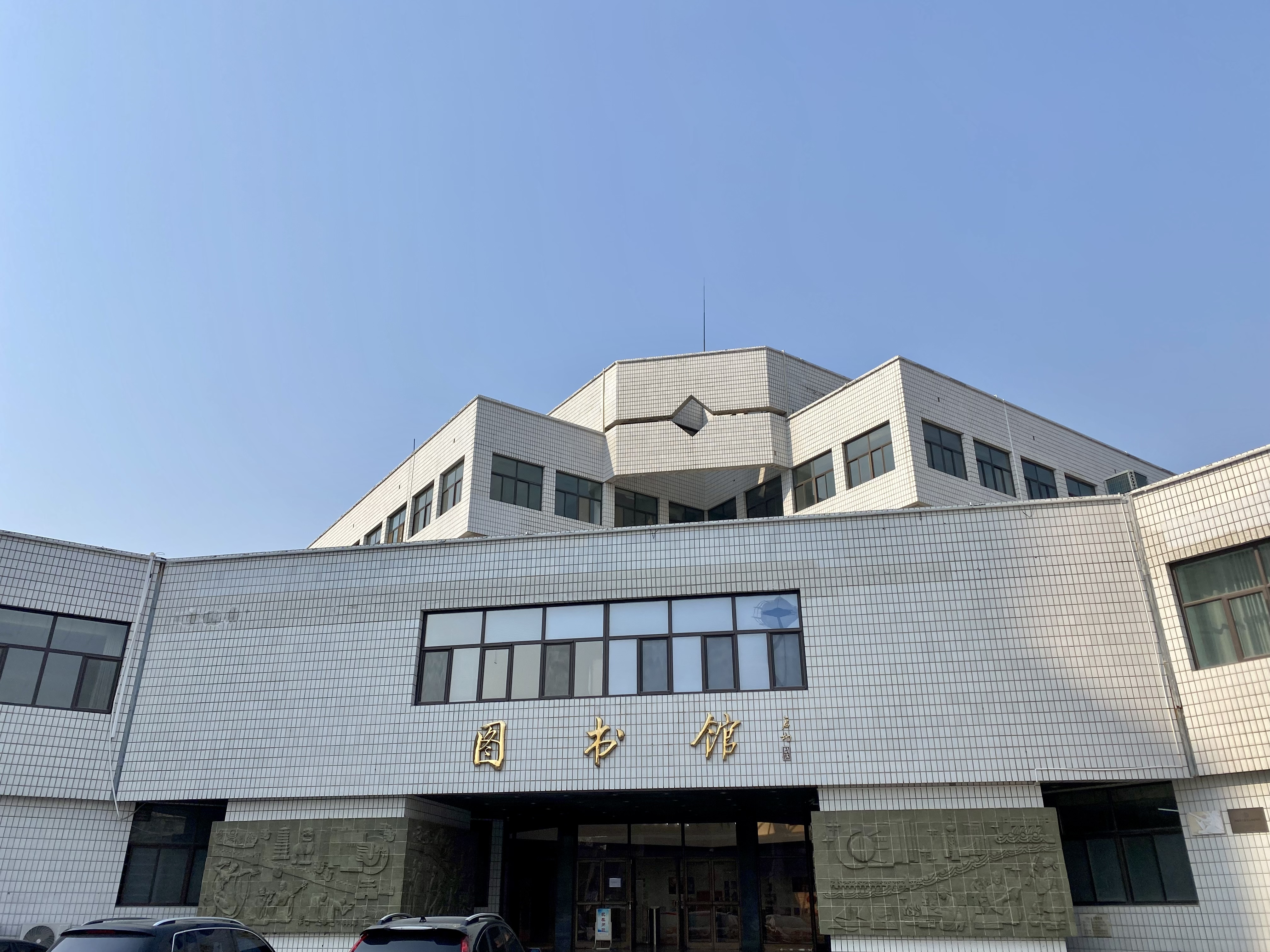
河北大学本部图书馆
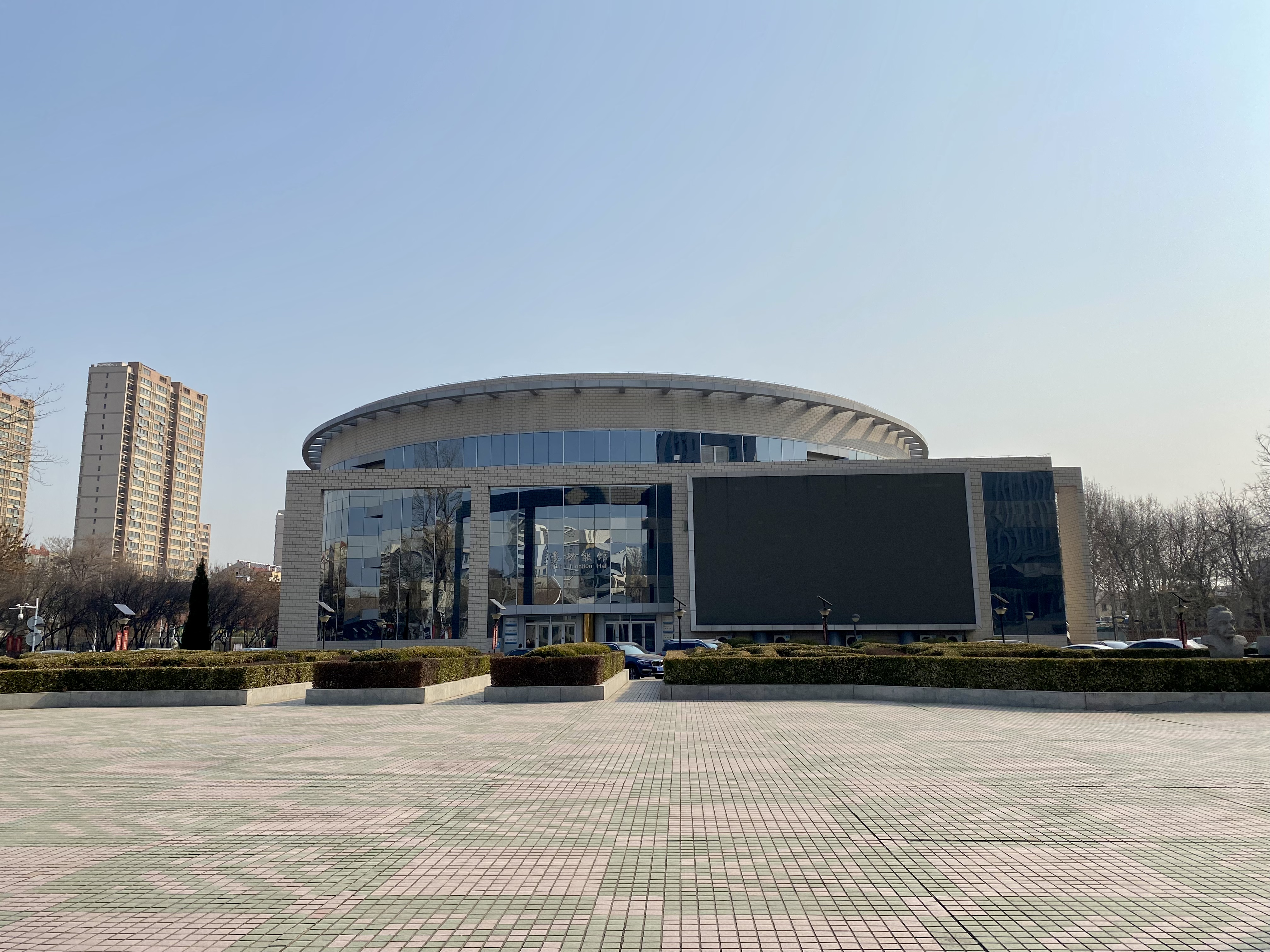
河北大学多功能馆
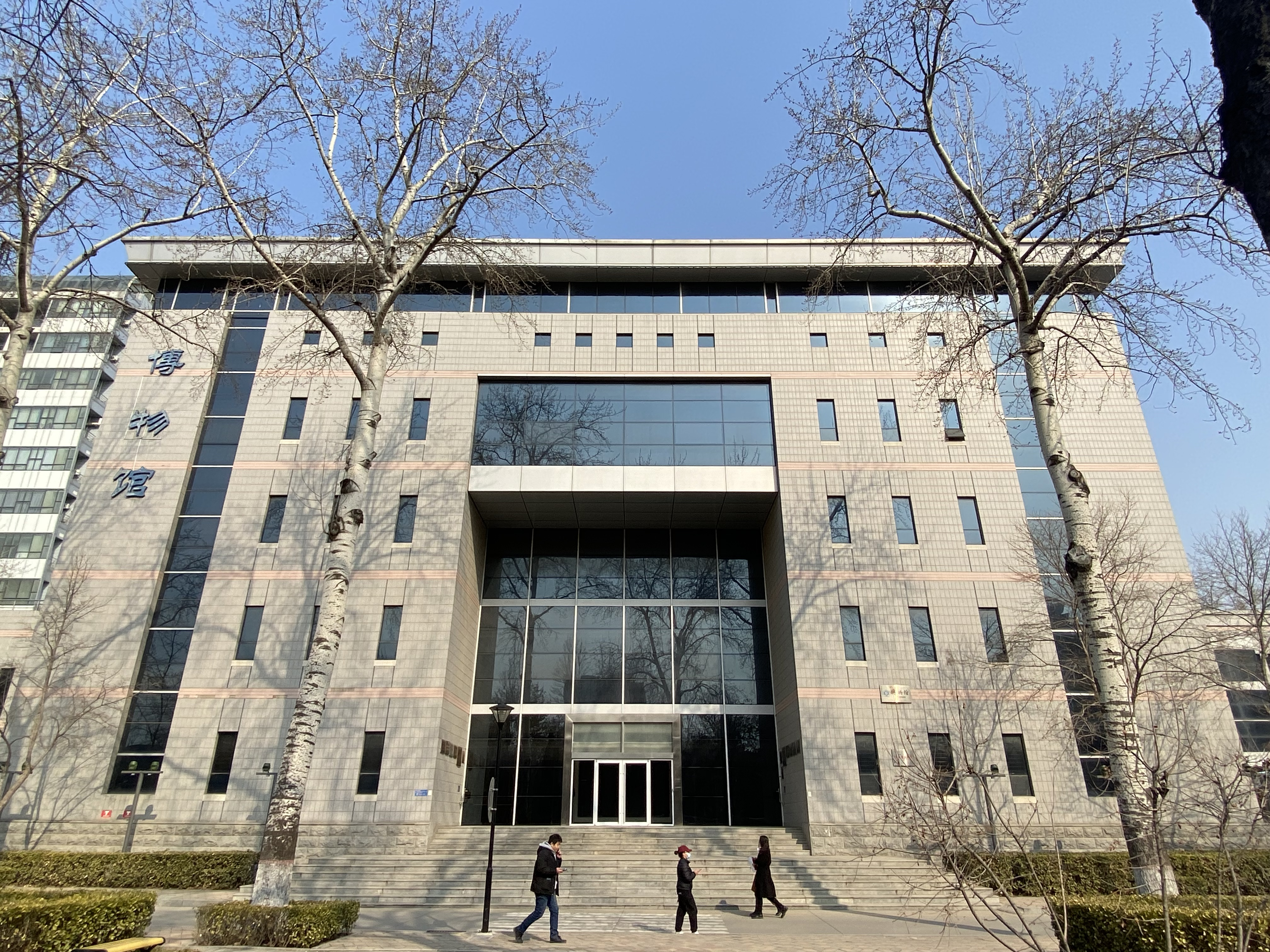
河北大学博物馆
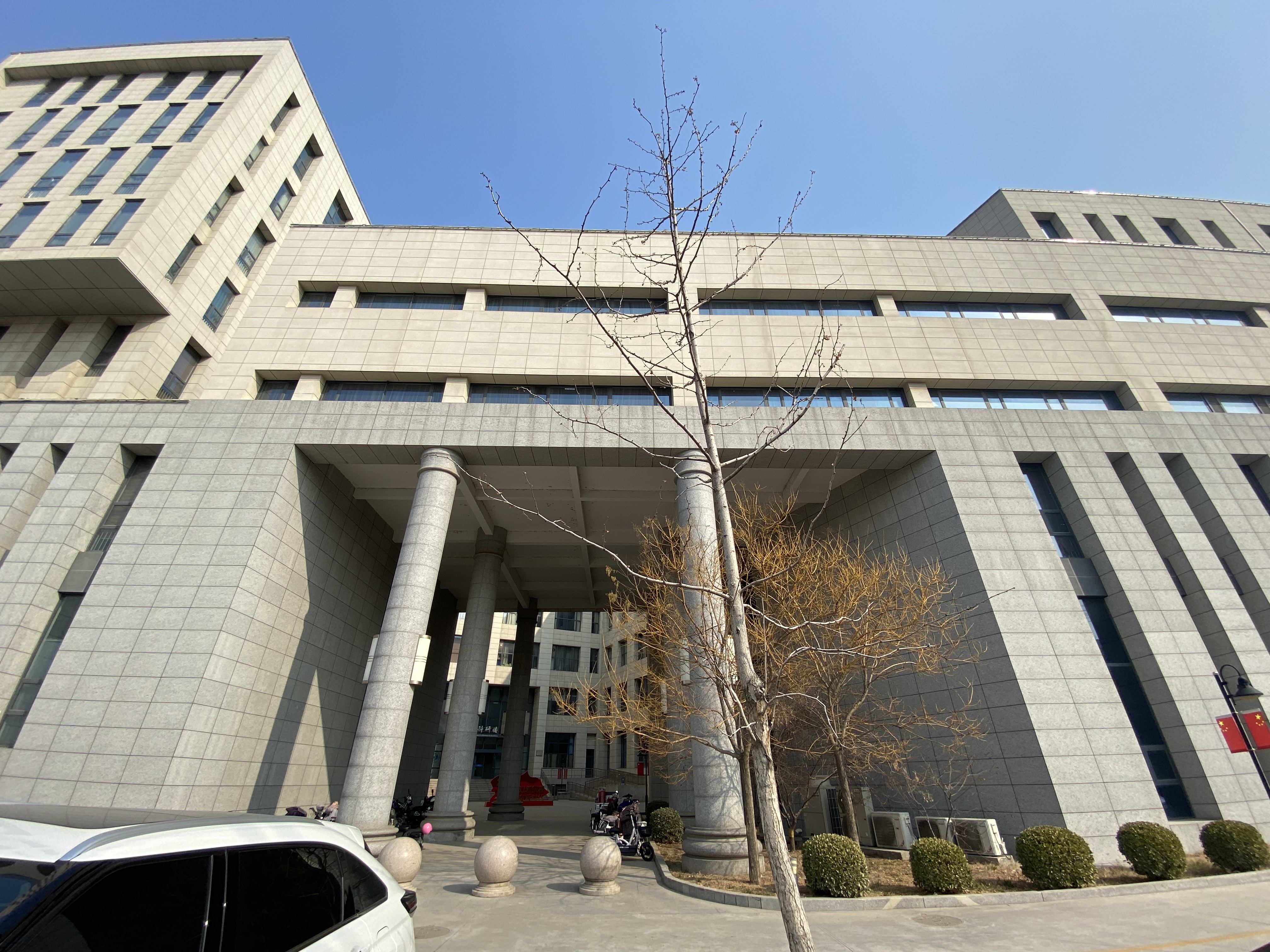
河北大学科研楼
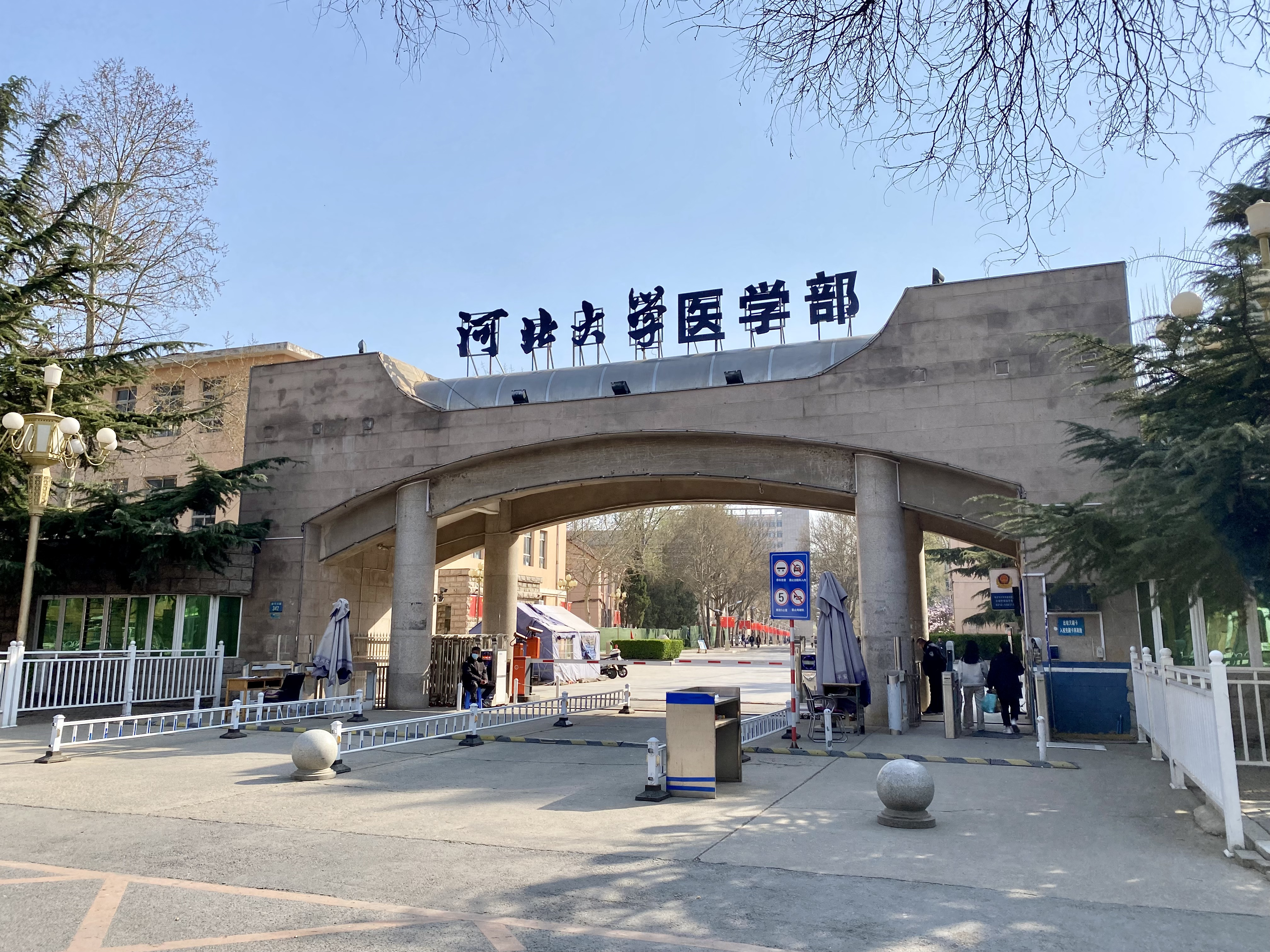
医学部
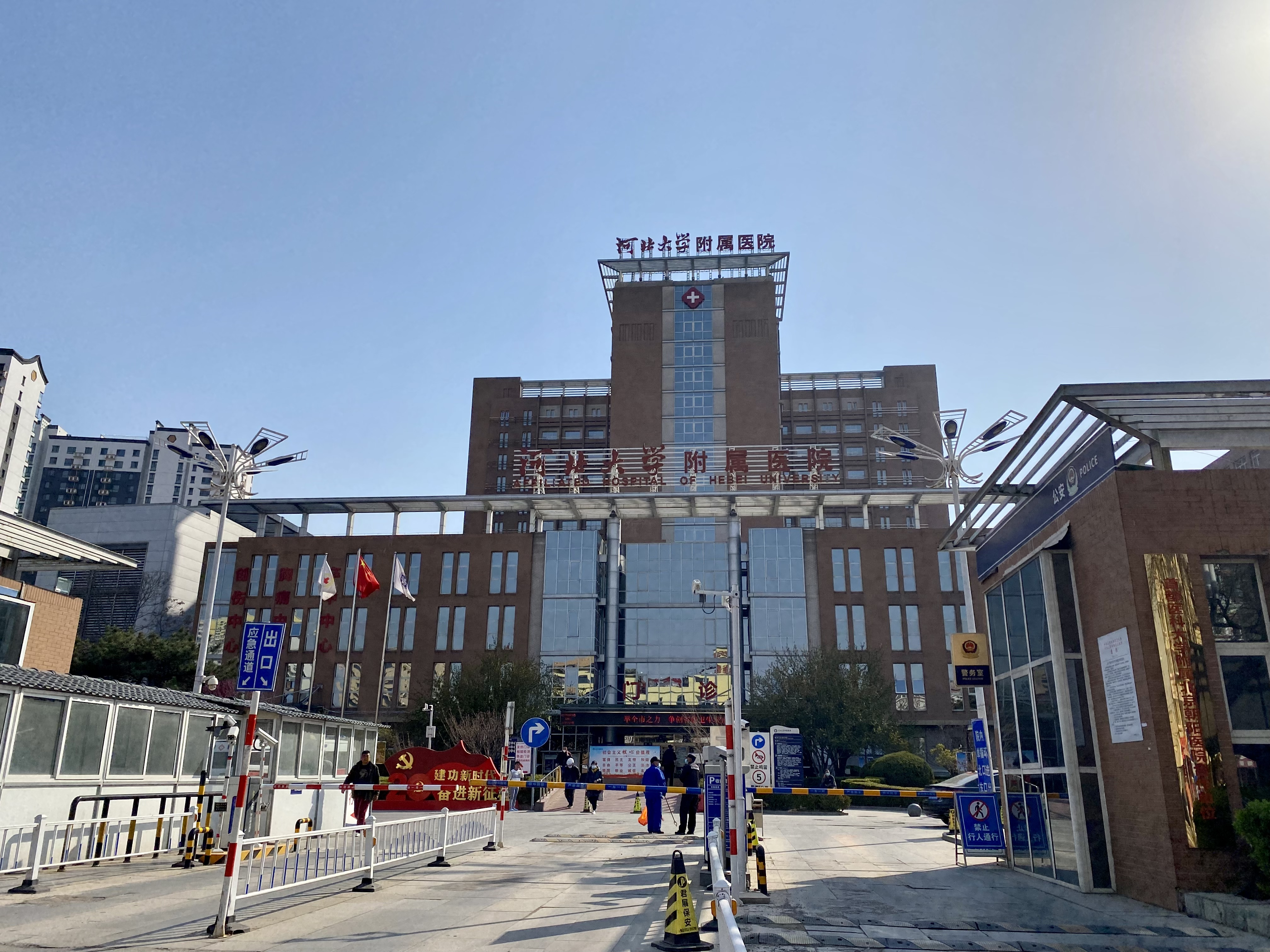
附属医院

学校设有五四路校区、七一路校区、裕华路校区。

### 五四路校区
五四路校区始建于1970年，根据河北大学章程，五四路校区是学校的法定住所，一般也被称为校本部或老校区。

### 七一路校区
七一路校区又称河大新区。

### 裕华路校区
裕华路校区又称医学部校区，是河北大学医学部所在地，也是河北大学附属医院所在地。

## 学校现状

### 院系设置
文学院、历史学院、新闻传播学院、经济学院、管理学院、外国语学院、教育学院、法学院、哲学与社会学学院、艺术学院、数学与信息科学学院/大学数学教研部、网络空间安全与计算机学院、物理科学与技术学院、化学与环境科学学院、药学院、生命科学学院、电子信息工程学院、建筑工程学院、公共卫生学院、中医学院、国际交流与教育学院/孔子学院工作中心、质量技术监督学院、临床医学院、基础医学院、护理学院、中央兰开夏传媒与创意学院、国际学院、生态环境学院（筹）、党委研究生工作部/研究生院、继续教育学院、工商学院（独立学院） 、马克思主义学院、公共外语教学部、体育教学部、计算机教学部

### 科研机构
河北大学设立了多个研究机构，如教育部省属高校人文社会科学重点研究基地、河北大学宋史研究中心、河北大学药物化学与分子诊断教育部重点实验室、河北省生物工程技术研究中心、雄安新区研究院、燕赵文化高等研究院、生命科学与绿色发展研究院等。

### 附设机构
河北大学附属医院

## 文化传统

### 校徽
校徽中间是篆体字“河北大学”、长城图案和曲线。上方是“河北大学”的英文大写，下方是建校时间。

### 校训
实事求是

## 知名校友
- 姚依林：国务院副总理
- 樊纲：经济学家
- 高群书：导演，代表作《征服》
- 唐家三少：作家
- 毕冰宾：作家、翻译家，代表作《劳伦斯系列作品》（翻译）
- 尉迟琳嘉：主持人